# 범죄도시3
《범죄도시3》(영어: THE ROUNDUP : NO WAY OUT)는 2023년 5월 31일 개봉한 대한민국의 범죄 액션 영화이자 30번째 천만 관객 돌파 영화이다. 《범죄도시2》의 속편으로, 2022년 7월 20일부터 촬영이 시작되었으며 2022년 11월 10일까지 마쳤으나 《범죄도시4》 동시 촬영한다. 주인공 괴물형사 마석도 역을 맡은 마동석은 그대로 출연한다.
이번 작품에서는 주연으로 맡은 빌런이 2명 등장하자 부패경찰과 리키 일당은 적대적인 관계가 된다.
범죄도시 시리즈의 3편에서는 전일만 반장 역을 맡은 최귀화, 오동균 형사 역을 맡은 허동원, 강홍석 형사 역을 맡은 하준, 김상훈 형사 역을 맡은 정재광 등이 출연하지 않는다. 그리고 장이수 역을 맡은 박지환은 본편에는 출연하지 않으나, 쿠키영상에 나온다.
주연으로 맡는 마석도 역을 맡은 마동석은 서울금천경찰서 강력반 부반장이었으나 서울지방경찰청 광역수사대 부팀장으로 옮겨졌으며 주성철 일당과 이치조구미의 야쿠자들을 복수하는 괴물형사이다. 이준혁이 연기한 새로운 인간말종의 메인 빌런이자 준 최종 보스 사실상 악인 주인공인 야망남 주성철은 신종 마약 사건의 배후이자 경기구룡경찰서 마약수사대 팀장의 부패경찰이다. 아오키 무네타카가 새로운 인간말종의 메인 빌런이자 더블 최종 보스격 중간 보스인 악남 리키는 일본에서 온 빌런이자 야쿠자 이치조구미의 해결사이다. 현재 작품에는 주연으로 맡은 빌런이 2명이자 3편의 주성철 일당은 평화형 악역이다.
배경은 인천광역시인 만큼 일본인 배우인 일본 영화 가족의 색깔에서 열연하는 아오키 무네타카와 쿠니무라 준이 등장하며 3편, 4편에서는 서울지방경찰청 광역수사대의 장태수 반장 역을 맡은 이범수와 김만재 형사 역을 맡은 김민재, 양종수 형사 역을 맡은 이지훈, 정다윗 형사 역을 맡은 김도건이 등장하며 인천북부경찰서 마약수사대의 황동구 형사 역을 맡은 최동구, 공태일 역을 맡은 이세호가 등장하며 3편의 조력자는 초롱이 역을 맡은 고규필, 김양호 역을 맡은 전석호, 미미 역을 맡은 배누리, 이상철 역을 맡은 최광제 등으로 4명으로 등장하고 3편의 기타 빌런들은 김용국 역을 맡은 한규원, 이강호 역을 맡은 최우준, 토모 역을 맡은 안세호, 히로시 역을 맡은 강윤, 마하 역을 맡은 홍준영, 마사 역을 맡은 이태규 등으로 6명으로 등장한다.
해당 경찰서는 금천서에서 서울지방경찰청 광역수사대로 바뀌었으며, 2023년 5월 31일에 개봉할 예정이며, 15세 관람가 판정을 받았다.
본작의 주적은 마약을 유통하는 일본에서 건너온 야쿠자라고 한다.
시간 배경은 2015년이며, 일본이 주 무대가 될 것으로 보인다.
1편과 2편은 OST가 조금 공개되었으나 3편 ~ 최종장 8편은 예고편과 영화 개봉 후에 모든 사운드트랙이 공개된다.
2024년 4월 24일, 후속작 《범죄도시4》가 개봉예정이다.

## 등장인물

### 주연
- 마동석: 마석도 역 (일본어 더빙: 코야마 리키야) - 나쁜 놈들은 잡아야 돼! (일본어:悪い奴は捕まえなきゃ！)

- 이준혁: 주성철 역 (일본어 더빙: 마에노 토모아키) - 3편의 양대 주인공의 메인 빌런이자 준 최종 보스, 마약 사건의 배후 - 그 약 건드리면, 다 죽인다. (일본어:その薬に触れたら、全部殺すぞ。)

- Aoki Munetaka: 리키 역[3] - 3편의 메인 빌런이자 더블 최종 보스격 중간 보스, 일본에서 온 빌런 - 특별히 고통스럽게 죽여줄게. (일본어:ブッ殺してやる。)

### 조연

#### 서울지방경찰청 광역수사대 (3편, 4편)
본작에서는 광역수사대의 전일만(최귀화), 오동균(허동원), 강홍석(하준), 김상훈(정재광) 등이 하차한다.
- 이범수: 장태수 역 - 광역수사대 팀장
- 김민재: 김만재 역 - 마석도의 오른팔 형사
- 이지훈: 양종수 역 - 베테랑 형사
- 김도건: 정다윗 역 - 막내 형사

#### 인천북부경찰서 마약수사대 (3편)
- 최동구: 황동구 역
- 이세호: 공태일 역

#### 마석도의 조력자 (3편)
- 고규필: 오초롱 역
  - 열혈사제 2편에서도 등장했다.
- 전석호: 김양호 역
- 배누리: 미미 역

#### 빌런

##### 경기구룡경찰서 마약수사대 (궤멸) (3편)
- 한규원: 김용국 역 - 주성철의 오른팔이자 중간 보스
- 최우준: 이강호 역 - 주성철의 왼팔

##### 이치조구미 (3편)

###### 일본 지부 (궤멸)
- 홍준영: 마하 역 - 리키의 오른팔이자 중간 보스
- 이태규: 마사 역 - 리키의 왼팔

###### 한국 지부 (궤멸 → 폐쇄)
- 안세호: 토모 역 - 이치조구미 한국 지부장의 서브 빌런
- 강윤: 히로시 역

###### 수뇌부 (생존)
- Kunimura Jun: 이치조 회장 역 (특별출연)
- 김리우: 이치조 회장 부하 역
- 심하느리: 이치조 회장 통역 역

#### 조직폭력배

##### 흑사회 (생존) (3편)
- 심영은 : 진 회장 역
- 김기호 : 백 사장 역

##### 클럽 오렌지 (생존) (3편)
- 최광제 : 이상철 역

##### 강남 고급 바 (생존) (3편)
- 송이우 : 정 사장 역
- 주혁 : 정진수 역

### 쿠키영상 (범죄도시4)
- 박지환: 장이수 역 (특별출연)
- 임서아: 장이수 여자친구 역

## 줄거리
대체불가 괴물형사 마석도, 서울 광역수사대로 발탁!
베트남 납치 살해범 검거 후 7년 뒤, ‘마석도’는 새로운 팀원들과 함께 살인사건을 조사한다.
사건 조사 중, ‘마석도’는 신종 마약 사건이 연루되었음을 알게 되고 수사를 확대한다.
한편, 마약 사건의 배후인 '주성철'은 계속해서 판을 키워가고 약을 유통하던 일본 조직과 '리키까지 한국에 들어오며 사건의 규모는 점점 더 커져가는데...
나쁜 놈들 잡는 데 이유 없고 제한 없다'
커진 판도 시원하게 싹 쓸어버린다!

## 개봉 전 정보
- 2022년 5월 12일, 2022년 5월 12일부터 촬영이 시작되는 것으로 알려졌다.[4] 3편의 대본을 집필 중이라고 한다. 이준혁, 아오키 무네타카, 이범수, 김민재의 캐스팅이 확정되었다. 이준혁의 배역은 주성철로 확정되었다.
- 2022년 7월 11일, 3편 개봉 전에 4편의 대본을 함께 집필 중이라고 한다.
- 2022년 7월 25일, 이범수의 배역은 장태수와 김민재의 배역은 김만재로 확정되었다. 고규필, 전석호의 캐스팅이 공개되었다.
- 2022년 11월 10일, 촬영이 종료되었다는 소식이 전해졌고, 마석도(마동석)의 첫 스틸컷이 공개되었다[5].
- 2022년 11월 18일, 또한 동시촬영 예정이었던 범죄도시4의 촬영에 돌입하였다.
- 2023년 2월, 3편, 4편 개봉 전에 5편, 6편의 대본을 함께 집필 중이라고 한다.
- 2023년 4월 나온 기사에 따르면 이번 빌런은 마약 관련 인물임이 공개되었다.
- 2023년 4월 17일, 런칭 예고편이 공개되었으나 본작의 더블 최종 보스격 중간 보스 리키(아오키 무네타카), 오른팔인 단순 중간 보스 마하(홍준영)가 등장했다.
- 2023년 4월 26일, 티저 예고편이 공개되었으나 본작의 메인 빌런이자 최종 보스 주성철(이준혁)과 오른팔인 단순 중간 보스 김용국(한규원)이 등장했다.
- 2023년 5월 새 스틸컷들이 공개되었다.[6]
- 2022년 5월 9일, 마동석이 제작보고회를 통해 “3편에는 장이수 캐릭터가 안 나온다. 장이수를 대신할 강력한 캐릭터가 나오는데 그 부분이 또 재밌을 거다. 영화를 극장에서 끝까지 본다면 화면으로 깜짝 선물이 준비돼있다”고 밝혔다.[7]
- 2023년 5월 10일, 메인 예고편이 공개되었다.
- 2023년 5월 12일, 제작보고회 풀버전이 공개되었다.

## 캐스팅
(†) 표시는 영화 상에서 사망한 인물이다.

### 주요 인물
| 연기자          | 배역 + 원어명 | 배역 + 원어명                     | 본명   | 성별 | 인간관계                                                                                     | 인간관계 | 인간관계                                                                    | 출생                          | 신체              | 국적     | 언어           | 소속                                                                                  | 배역 설명 | 등장인물 | 직업                              | 무기                         | 비유동물 |
| 연기자          | 배역 + 원어명 | 배역 + 원어명                     | 본명   | 성별 | 우호적인 관계                                                                                | 적대적인 관계 | 애매한 관계                                                                 | 출생                          | 신체              | 국적     | 언어           | 소속                                                                                  | 배역 설명 | 등장인물 | 직업                              | 무기                         | 비유동물 |
| --------------- | ------------- | --------------------------------- | ------ | ---- | -------------------------------------------------------------------------------------------- | --- | --------------------------------------------------------------------------- | ----------------------------- | ----------------- | -------- | -------------- | ------------------------------------------------------------------------------------- | --- | -------- | --------------------------------- | ---------------------------- | -------- |
| 마동석          | 마석도        | Ma Seok-do                        |        | 남성 | 장태수, 김만재, 양종수, 정다윗, 초롱이, 김양호, 황동구, 공태일, 미미, 자동문, 클럽 오렌지 MD | 주성철, 리키, 김용국, 이강호, 토모카와 료, 키무 히로시, 마하, 마사, 키무라 쇼키치                                  | 이상철, 정 사장, 정진수, 스피드, 캔디, 노랑머리, 문신남 4인방               | 1971년 3월 1일 (44세), 돼지띠 | 178cm, 120kg, O형 | 대한민국 | 한국어         | 전 서울금천경찰서 강력1반 부반장 (1편, 2편) → 서울지방경찰청 광역수사대 부팀장 (현재) | 야쿠자를 소탕하는 괴물형사                                                                                                | 경찰     | 아마추어 복서 → 경찰공무원 (형사) | 맨몸 (사실상 주먹)           |          |
| 이준혁          | 주성철        | Joo Sung-cheol (ジゥ・ソンチョル) | 이천익 | 남성 | 김용국, 이강호, 토모카와 료, 야스다 류이치                                                   | 마석도, 리키, 장태수, 김만재, 양종수, 정다윗, 마하, 마사, 백 사장                                                  | 초롱이, 진 회장, 키무 히로시, 하야시 요시아키, 키무라 쇼키치, 이치조 요시오 | 1978년 5월 15일 (38세), 말띠  | 182cm, 90kg       | 대한민국 | 한국어, 중국어 | 해임된 경기구룡경찰서 마약수사대 팀장                                                 | 마약 사건의 배후 (인간말종 1, 이 영화의 만악의 근원 1호, 메인 빌런이자 준 최종 보스. 사실상 악인 주인공. 마석도의 라이벌) | 범죄자   | 경찰공무원 (해임)                 | 수갑, 권총, 각종 둔기류 무기 | 늑대     |
| 아오키 무네타카 | 리키          | Ricky (リッキー)                  |        | 남성 | 마하, 마사, 키무라 쇼키치, 이치조 요시오                                                     | 마석도, 주성철, 장태수, 김만재, 양종수, 정다윗, 초롱이, 황동구, 공태일, 토모카와 료, 김용국, 이강호, 야스다 류이치 |                                                                             | 1980년 (35세), 원숭이띠       | 185cm             | 일본     | 일본어         | 이치조구미의 해결사                                                                   | 일본에서 온 빌런 (인간말종 2. 이 영화의 메인 빌런이자 더블 최종 보스격 중간 보스. 토모를 죽인 흑막)                       | 범죄자   | 야쿠자, 검객                      | 우치가타나(일본도)           | 독수리   |

### 조연
| 연기자 | 배역 + 원어명  | 배역 + 원어명              | 성별 | 인간관계                                                                                      | 인간관계 | 인간관계                                    | 출생                | 국적     | 언어                   | 소속 | 등장인물 | 직업                                   | 무기         |
| 연기자 | 배역 + 원어명  | 배역 + 원어명              | 성별 | 우호적인 관계                                                                                 | 적대적인 관계 | 애매한 관계                                 | 출생                | 국적     | 언어                   | 소속 | 등장인물 | 직업                                   | 무기         |
| ------ | -------------- | -------------------------- | ---- | --------------------------------------------------------------------------------------------- | --- | ------------------------------------------- | ------------------- | -------- | ---------------------- | --- | -------- | -------------------------------------- | ------------ |
| 이범수 | 장태수         | Jang Tae-soo               | 남성 | 마석도, 김만재, 양종수, 정다윗, 초롱이, 황동구, 공태일, 미미                                  | 주성철, 리키, 김용국, 이강호, 토모카와 료, 키무 히로시, 마하, 마사, 키무라 쇼키치                                  | 이상철                                      | 1970년 (45세), 개띠 | 대한민국 | 한국어, 일본어         | 서울지방경찰청 광역수사대 팀장 | 경찰     | 경찰공무원 (형사)                      | 테이저건     |
| 김민재 | 김만재         | Kim Man-jae                | 남성 | 마석도, 장태수, 양종수, 정다윗, 초롱이, 김양호, 황동구, 공태일, 미미, 자동문, 클럽 오렌지 MD  | 주성철, 리키, 김용국, 이강호, 토모카와 료, 키무 히로시, 마하, 마사, 키무라 쇼키치                                  | 이상철, 정 사장, 정진수                     | ?                   | 대한민국 | 한국어                 | 서울지방경찰청 광역수사대 마석도의 오른팔 형사 (이 영화의 서브 주인공)                                                              | 경찰     | 경찰공무원 (형사)                      |              |
| 이지훈 | 양종수         | Yang Jong-soo              | 남성 | 마석도, 장태수, 김만재, 정다윗, 초롱이, 황동구, 공태일, 미미                                  | 주성철, 리키, 김용국, 이강호, 토모카와 료, 키무 히로시, 마하, 마사, 키무라 쇼키치                                  | 이상철                                      | ?                   | 대한민국 | 한국어                 | 서울지방경찰청 광역수사대 베테랑 형사                                                                                               | 경찰     | 경찰공무원 (형사)                      | 삼단봉       |
| 김도건 | 정다윗         | Jung David                 | 남성 | 마석도, 장태수, 김만재, 양종수, 초롱이, 황동구, 공태일, 미미                                  | 주성철, 리키, 김용국, 이강호, 토모카와 료, 키무 히로시, 마하, 마사, 키무라 쇼키치                                  | 이상철                                      | ?                   | 대한민국 | 한국어                 | 서울지방경찰청 광역수사대 막내 형사                                                                                                 | 경찰     | 경찰공무원 (형사)                      | 삼단봉       |
| 고규필 | 초롱이         | Chorong                    | 남성 | 마석도, 장태수, 김만재, 양종수, 정다윗, 황동구, 미미                                          | 리키, 마하, 키무라 쇼키치                                                                                          | 주성철, 김용국                              | ?                   | 대한민국 | 한국어                 | 백상어파 (이전) (이 영화의 조력자 1이자 신 스틸러)                                                                                  | 범죄자   | 조직폭력배 → 중고차 딜러 + 사이버 클럽 |              |
| 전석호 | 김양호         | Kim Yang-ho                | 남성 | 마석도, 김만재, 황동구, 공태일, 토모카와 료, 야스다 류이치                                    | |                                             | ?                   | 대한민국 | 한국어, 일본어         | 이치조구미 한국지부 소속 조직원 (이 영화의 조력자 2)                                                                                | 범죄자   | 양호유통 사장.                         |              |
| 최동구 | 황동구         | Hwang Dong-goo             | 남성 | 마석도, 장태수, 김만재, 양종수, 정다윗, 초롱이, 김양호, 공태일, 미미                          | 주성철, 리키, 김용국, 이강호, 토모, 히로시, 마하, 마사, 키무라 쇼키치                                              |                                             | ?                   | 대한민국 | 한국어                 | 인천북부경찰서 마약반 형사 | 경찰     | 경찰공무원 (형사)                      | 삼단봉       |
| 이세호 | 공태일         | Gong Tae-il                | 남성 | 마석도, 장태수, 김만재, 양종수, 정다윗, 초롱이, 김양호, 황동구, 미미                          | 주성철, 리키, 김용국, 이강호, 토모, 히로시, 마하, 마사, 키무라 쇼키치                                              |                                             | ?                   | 대한민국 | 한국어                 | 인천북부경찰서 마약반 형사 | 경찰     | 경찰공무원 (형사)                      | 삼단봉       |
| 안세호 | 토모카와 료(†) | Tomokawa Ryo (友川 亮)     | 남성 | 주성철, 김양호, 김용국, 이강호, 키무 히로시, 진 회장, 백 사장, 하야시 요시아키, 야스다 류이치 | 마석도, 리키, 장태수, 김만재, 양종수, 정다윗, 황동구, 공태일, 마하, 마사                                           | 키무라 쇼키치                               | ?                   | 일본     | 한국어, 일본어, 중국어 | 이치조구미 한국지부장 (인간말종 3. 이 영화의 서브 빌런)                                                                             | 범죄자   | 야쿠자                                 |              |
| 한규원 | 김용국         | Kim Yong-guk               | 남성 | 주성철, 이강호, 토모카와 료                                                                   | 마석도, 리키, 장태수, 김만재, 양종수, 정다윗, 황동구, 공태일, 마하, 마사, 백 사장                                  | 키무 히로시, 진 회장, 하야시, 키무라 쇼키치 | ?                   | 대한민국 | 한국어                 | 해임된 경기구룡경찰서 마약수사대 부팀장 (인간말종 4. 이 영화의 부패경찰 파트의 중간 보스이자 메인 빌런의 오른팔 1. 주성철의 오른팔) | 범죄자   | 경찰공무원 (해임)                      | 맨몸, 칼     |
| 최우준 | 이강호(†)      | Lee Kang-ho                | 남성 | 주성철, 김용국, 토모카와 료                                                                   | 마석도, 리키, 장태수, 김만재, 양종수, 정다윗, 황동구, 공태일, 마하, 마사, 백 사장                                  | 키무 히로시, 진 회장, 하야시, 키무라 쇼키치 | ?                   | 대한민국 | 한국어                 | 죽은 경기구룡경찰서 마약수사대 형사 (인간말종 5. 이 영화의 메인 빌런의 왼팔 1. 주성철의 왼팔)                                       | 범죄자   | 경찰공무원 (해임)                      | 맨몸, 골프채 |
| 강윤   | 키무 히로시(†) | Kimu Hiroshi (キム ヒロシ) | 남성 | 토모카와 료, 하야시 요시아키, 야스다 류이치                                                   | 마석도, 장태수, 김만재, 양종수, 정다윗                                                                             | 주성철, 김용국, 이강호                      | ?                   | 일본     | 한국어, 일본어         | 이치조구미 한국지부 산하 조직원 (인간말종 6. 김수철 MK-2. 죽은 토모의 부하)                                                         | 범죄자   | 야쿠자                                 | 회칼         |
| 배누리 | 미미           | Mimi (ミミ)                | 여성 | 마석도, 장태수, 김만재, 양종수, 정다윗, 초롱이, 김양호, 황동구, 공태일                        | 주성철, 리키, 토모카와 료, 김용국, 이강호, 키무 히로시, 마하, 마사                                                 |                                             | ?                   | 일본     | 한국어, 일본어         | 사이버 클럽의 MD (이 영화의 조력자 3이자 또 다른 초롱이 여자친구)                                                                   | 일반인   | 사이버 클럽 MD                         |              |
| 홍준영 | 마하           | Maha (マハ)                | 남성 | 리키, 마사, 키무라 쇼키치                                                                     | 마석도, 주성철, 장태수, 김만재, 양종수, 정다윗, 초롱이, 황동구, 공태일, 토모카와 료, 김용국, 이강호, 야스다 류이치 |                                             | ?                   | 일본     | 일본어                 | 이치조구미 일본지부 산하 조직원 (인간말종 7. 이 영화의 야쿠자 파트의 중간 보스이자 메인 빌런의 오른팔 2. 리키의 오른팔)             | 범죄자   | 야쿠자                                 | 맨몸         |
| 이태규 | 마사           | Martha (マーサ)            | 남성 | 리키, 마하, 키무라 쇼키치                                                                     | 마석도, 주성철, 장태수, 김만재, 양종수, 정다윗, 초롱이, 황동구, 공태일, 토모카와 료, 김용국, 이강호, 야스다 류이치 |                                             | ?                   | 일본     | 일본어                 | 이치조구미 일본지부 산하 조직원 (인간말종 8. 이 영화의 메인 빌런의 왼팔 2. 리키의 왼팔)                                             | 범죄자   | 야쿠자                                 | 회칼         |
| 심영은 | 진 회장        | Chairman Jin               | 여성 | 토모카와 료, 이강호, 백 사장, 진 회장 비서                                                    | | 주성철, 김용국                              | ?                   | 중국     | 중국어                 | 중국 마약 밀매단장, 서울구룡경찰서 마약수사대와 하이퍼를 거래하던 중국 마약조직 두목                                                | 범죄자   | 흑사회 / 중국 마약조직                 |              |
| 김기호 | 백 사장(†)     | President Baek             | 남성 | 토모카와 료, 이강호, 진 회장, 진 회장 비서                                                    | 주성철, 김용국 |                                             | ?                   | 중국     | 중국어                 | 진 회장의 측근 | 범죄자   | 흑사회 / 중국 마약조직                 | 칼           |
| 최광제 | 이상철         | Lee Sang-cheol             | 남성 |                                                                                               | 키무 히로시 | 마석도, 장태수, 김만재, 양종수, 정다윗      | ?                   | 대한민국 | 한국어                 | 클럽 오렌지의 사장 (본작의 조력자 4)                                                                                                | 범죄자   | 조직폭력배                             |              |

### 그 외
| 연기자 | 배역               | 성별 | 인간관계                                               | 인간관계 | 인간관계                                                                         | 국적     | 언어           | 소속                                                                                              | 등장인물 | 직업              |
| 연기자 | 배역               | 성별 | 우호적인 관계                                          | 적대적인 관계 | 애매한 관계                                                                      | 국적     | 언어           | 소속                                                                                              | 등장인물 | 직업              |
| ------ | ------------------ | ---- | ------------------------------------------------------ | --- | -------------------------------------------------------------------------------- | -------- | -------------- | ------------------------------------------------------------------------------------------------- | -------- | ----------------- |
| 류성현 | 정경식(†)          | 남성 | 마석도, 장태수, 김만재, 양종수, 정다윗, 황동구, 공태일 | 주성철, 김용국, 이강호, 토모카와 료, 키무 히로시, 야스다 류이치, 하야시 요시아키, 키무라 쇼키치                    |                                                                                  | 대한민국 | 한국어         | 인천북부경찰서 마약반 팀장 (이 영화의 최대 피해자)                                                | 경찰     | 경찰공무원 (형사) |
| 김원경 | 야스다 류이치(†)   | 남성 | 토모카와 료, 키무 히로시                               | 리키, 마하, 마사                                                                                                   |                                                                                  | 일본     | 한국어, 일본어 | 이치조구미 한국지부 조직원 (토모의 부하)                                                          | 범죄자   | 야쿠자            |
| 박상원 | 하야시 요시아키(†) | 남성 | 토모카와 료, 키무 히로시                               | 마석도, 장태수, 김만재, 양종수, 정다윗                                                                             |                                                                                  | 일본     | 한국어, 일본어 | 이치조구미 한국지부 조직원 (토모의 부하)                                                          | 범죄자   | 야쿠자            |
| 공대유 | 키무라 쇼오키치    | 남성 | 리키, 마하, 마사                                       | 마석도, 장태수, 김만재, 양종수, 정다윗, 초롱이, 황동구, 공태일                                                     | 주성철, 김용국, 이강호, 토모카와 료, 키무 히로시, 야스다 류이치, 하야시 요시아키 | 일본     | 한국어, 일본어 | 이치조구미 한국지부 조직원 (토모의 부하) → 리키 쪽으로 전향한 야쿠자 (리키의 부하)                | 범죄자   | 야쿠자            |
| 박준혁 | 토모 부하 4        | 남성 | 김양호, 토모카와 료, 키무 히로시                       | 리키, 마하, 마사                                                                                                   |                                                                                  | 일본     | 한국어, 일본어 | 이치조구미 한국지부 조직원 (토모의 부하) → 이 쪽도 리키 쪽으로 전향한 야쿠자 (리키의 부하)        | 범죄자   | 야쿠자            |
| 공경배 | 리키 부하 1        | 남성 | 리키, 마하, 마사, 키무라 쇼키치                        | 마석도, 주성철, 장태수, 김만재, 양종수, 정다윗, 초롱이, 황동구, 공태일, 토모카와 료, 김용국, 이강호, 야스다 류이치 |                                                                                  | 일본     | 일본어         | 이치조구미 일본지부 조직원 (리키의 부하)                                                          | 범죄자   | 야쿠자            |
| 김민   | 애꾸               | 남성 | 리키, 마하, 마사, 키무라 쇼키치                        | 마석도, 주성철, 장태수, 김만재, 양종수, 정다윗, 초롱이, 황동구, 공태일, 토모카와 료, 김용국, 이강호, 야스다 류이치 |                                                                                  | 일본     | 일본어         | 이치조구미 일본지부 조직원 (리키의 부하)                                                          | 범죄자   | 야쿠자            |
| 최원석 | 장발머리           | 남성 | 리키, 마하, 마사, 키무라 쇼키치                        | 마석도, 주성철, 장태수, 김만재, 양종수, 정다윗, 초롱이, 황동구, 공태일, 토모카와 료, 김용국, 이강호, 야스다 류이치 |                                                                                  | 일본     | 일본어         | 이치조구미 일본지부 조직원 (리키의 부하)                                                          | 범죄자   | 야쿠자            |
| 박상남 | MD                 | 남성 | 마석도, 김만재, 자동문                                 | |                                                                                  | 대한민국 | 한국어         | 클럽 오렌지의 MD                                                                                  | 일반인   | ?                 |
| 고건한 | 스피드             | 남성 | 캔디, 노랑머리                                         | | 마석도, 김만재                                                                   | 대한민국 | 한국어         | 클럽 오렌지의 직원                                                                                | 범죄자   | 조직폭력배        |
| 유인혁 | 캔디               | 남성 | 스피드, 노랑머리                                       | | 마석도, 김만재                                                                   | 대한민국 | 한국어         | 클럽 오렌지의 직원                                                                                | 범죄자   | 조직폭력배        |
| 차재현 | 노랑머리           | 남성 | 스피드, 캔디                                           | | 마석도, 김만재                                                                   | 대한민국 | 한국어         | 클럽 오렌지의 직원                                                                                | 범죄자   | 조직폭력배        |
| 신현용 | 자동문             | 남성 | 마석도, 김만재, 클럽 오렌지 MD                         | | 정 사장, 정진수                                                                  | 대한민국 | 한국어         | 클럽 오렌지의 경비원                                                                              | 일반인   | ?                 |
| 전아희 | 전아희             | 여성 | 마석도, 김만재, 황동구                                 | |                                                                                  | 대한민국 | 한국어         | 국립과학수사연구원 서울연구소 교수                                                                | 일반인   | 연구원 (부검의)   |
| 손지영 | 고선희             | 여성 |                                                        | 키무 히로시 |                                                                                  | 대한민국 | 한국어         | ?                                                                                                 | 일반인   | ?                 |
| 한다희 | 박진아             | 여성 |                                                        | 키무 히로시 |                                                                                  | 대한민국 | 한국어         | ?                                                                                                 | 일반인   | ?                 |
| 송이우 | 정 사장            | 여성 | 정진수                                                 | 키무 히로시 | 마석도, 김만재                                                                   | 대한민국 | 한국어         | 강남 고급 바 사장                                                                                 | 범죄자   | 조직폭력배        |
| 주혁   | 정진수             | 남성 | 정 사장                                                | 키무 히로시 | 마석도, 김만재, 자동문                                                           | 대한민국 | 한국어         | 강난 고급 바 정사장의 깡패 동생                                                                   | 범죄자   | 조직폭력배        |
| 이진한 | 문신남 1           | 남성 |                                                        | | 마석도, 서울 시민들                                                              | 대한민국 | 한국어         | 서초구 흉기난동범 일당 (본 작의 엑스트라 보스)                                                    | 범죄자   | ?                 |
| 김태윤 | 문신남 2           | 남성 |                                                        | | 마석도, 서울 시민들                                                              | 대한민국 | 한국어         | 서초구 흉기난동범 일당 (본 작의 엑스트라 보스)                                                    | 범죄자   | ?                 |
| 백남준 | 문신남 3           | 남성 |                                                        | | 마석도, 서울 시민들                                                              | 대한민국 | 한국어         | 서초구 흉기난동범 일당 (본 작의 엑스트라 보스)                                                    | 범죄자   | ?                 |
| 박태산 | 문신남 4           | 남성 |                                                        | | 마석도, 서울 시민들                                                              | 대한민국 | 한국어         | 서초구 흉기난동범 일당 (본 작의 엑스트라 보스)                                                    | 범죄자   | ?                 |
| 최경원 | 최광덕(†)          | 남성 | 초롱이                                                 | 주성철, 리키, 토모카와 료, 김용국, 이강호, 키무 히로시, 마하, 마사                                                 |                                                                                  | 대한민국 | 한국어         | 백상어파 두목 (3편의 시대적 배경인 2015년의 2년 전 쯤인 2013년 주성철에게 살해당했음이 언급된다.) | 범죄자   | 조직폭력배        |

### 단역
- 연예림: 클럽녀 1 역
- 이혜지: 클럽녀 2 역
- 배소영: 이상철 여자후배 역
- 이명직: 야쿠자 역
- 이재성: 클럽 오렌지 조폭기도 1 역 - 클럽 오렌지의 가드.
- 이재혁: 클럽 오렌지 조폭기도 2 역
- 서문호: 마수대 1 역
- 한기창: 마수대 2 역
- 손인용: 택시기사 역
- 정미형: 택시 여자 손님 역
- 최춘범: 경비원 역
- 이충구: 신혼부부 남편 역
- 박혜영: 신혼부부 아내 역
- 소원: 초롱이 여자친구 역
- 강희제: 클럽 사이버 기도 야쿠자 역
- 강한별: 요트 통역 야쿠자 역
- 홍이주: 이상철 여자친구 역
- 서영진: 클럽 오렌지 직원 1 역
- 손태오: 클럽 오렌지 직원 2 역
- 남지우: 클럽 오렌지 캔디 패밀리 1 역
- 신혜선: 클럽 오렌지 캔디 패밀리 2 역
- 주예은: 클럽 오렌지 캔디 패밀리 3 역
- 장승은: 클럽 오렌지 캔디 패밀리 4 역
- 채건희: 감식반 1 역
- 이정환: 감식반 2 역
- 심하느리: 이치조 회장 비서 역 - 이강호가 리키한테 살해당한 뒤, 주성철이 이치조 회장과 전화하면서 등장한다.
- 김리우: 황금머리 역 - 본 작의 만악의 근원 및 히든 보스 2, 이치조구미 부회장, 엔딩 크레딧에서의 명칭은 이치조 회장 부하. 일본 도쿄의 이치조 회장의 아지트에서 등장한다.
- 장용희: 진 회장 비서 역
- 최현도: 파출소 직원 1
- 김다솔: 파출소 직원 2
- 윤상돈: 폐차장 사장 역
- 졸랜드 해믈랫: 폐차장 외국인 직원들 1 역
- 기프트 맥스: 폐차장 외국인 직원들 2 역
- 하산 에이 와이자니: 폐차장 외국인 직원들 3 역
- 이명로: 토모 배신부하 1 역 - 악남
- 정호진: 토모 배신부하 2 역 - 악남
- 정우탁: 토모 배신부하 3 역 - 악남
- 정현옥: 토모 배신부하 4 역 - 악남
- 김세중: 야쿠자 1
- 김해준: 야쿠자 2
- 여성환: 야쿠자 3
- 김영조: 야쿠자 4
- 문경린: 토모 호텔 야쿠자 역(†)[32]
- 이형석: 웨이터 역
- 이찬희: 김양호 부하 1 역
- 김우현: 김양호 부하 2 역
- 류한종: 초롱이 동생 1 역
- 손종복: 초롱이 동생 2 역
- 황순명: 초롱이 동생 3 역
- 이진희: 박진아 보호자 역
- 김지수: 박진아 여경 역
- 김민준: 횟집 쉐프 역
- 이윤석: 제우스 호텔 순경 역
- 정수원: 지원형사 1 역 - 서울지방경찰청 광역수사대 형사.
- 조국형: 지원형사 2 역 - 서울지방경찰청 광역수사대 형사.
- 박현석: 안부 1 역
- 김민수: 안부 2 역
- 이상원: 에필로그 형사 역
- 임서아: 장이수 여자친구 역 - 마찬가지로 쿠키영상에 등장한다.
- 이한솔: 장이수 수하 1 역 - 마찬가지로 쿠키영상에 등장한다.
- 홍상우: 장이수 수하 2 역 - 마찬가지로 쿠키영상에 등장한다.

### 특별출연
| 연기자      | 배역          | 인간관계               | 인간관계      | 인간관계    | 국적 | 언어   | 소속                                                | 배역 설명 | 등장인물 | 직업        |
| 연기자      | 배역          | 우호적인 관계          | 적대적인 관계 | 애매한 관계 | 국적 | 언어   | 소속                                                | 배역 설명 | 등장인물 | 직업        |
| ----------- | ------------- | ---------------------- | ------------- | ----------- | ---- | ------ | --------------------------------------------------- | --- | -------- | ----------- |
| 쿠니무라 준 | 이치조 요시오 | 리키, 이치조 회장 비서 | 토모카와 료   | 주성철      | 일본 | 일본어 | 이치조구미 회장                                     | 일본 도쿄에서, 한 편은 리키하고 전화하는 장면, 또 한편은 주성철과 전화하는 장면에서 등장한다. (본 작의 만악의 근원 2호 및 히든 보스 1) | 범죄자   | 야쿠자      |
| 박지환      | 장이수        | 마석도                 |               |             | 중국 | 한국어 | 이수파 대장 (1편), 코리안드림국제결혼사무소장 (2편) | 본편에는 거의 나오지 않고 쿠키영상에 등장하는데, 2편보다 머리를 더 길러 아예 장발로 나온다.                                            | 범죄자   | 오락실 회장 |

### 목소리 출연
- 츠루타 료스케: 일본인 목소리 1 역
- 정무성: 일본인 목소리 2 역
- 강하나: 일본인 목소리 3 역
- 최태주: 일본인 목소리 4 역
- 김주희: 일본인 목소리 5 역
- 손승훈: 일본인 목소리 7 역
- 이문빈: 중국인 목소리 역
- 김병탁: 한국인 목소리 1 역
- 정규영: 한국인 목소리 2 역
- 전민정: 한국인 목소리 3 역
- 임연빈: 한국인 목소리 4 역
- 이호철: 경비원 목소리 역

### 스턴트 대역
- 윤성민: 마석도 대역
- 문경림: 주성철, 리키 대역
- 이원행: 마하 대역

## 일본판 성우진
- 코야마 리키야: 마석도(마동석)
- 마에노 토모아키: 주성철(이준혁)
- ?: 리키(Aoki Munetaka)
- 모리쿠보 쇼타로: 장태수(이범수)
- ?: 김만재(김민재)
- 오카다 유키: 양종수(이지훈)
- ?: 정다윗(김도건)
- ?: 초롱이(고규필)
- ?: 김양호(전석호)
- 오카다 유키: 황동구(최동구)
- ?: 공태일(이세호)
- ?: 미미(배누리)
- ?: 토모(안세호)
- ?: 김용국(한규원)
- ?: 이강호(최우준)
- 오카다 유키: 히로시(강윤)
- ?: 마하(홍준영)
- ?: 마사(이태규)
- ?: 이치조 회장(Kunimura Jun)

## 한국판 성우진(일본인 한정)
- ?: 리키(Aoki Munetaka)
- ?: 토모(안세호)
- ?: 히로시(강윤)
- ?: 미미(배누리)
- ?: 마하(홍준영)
- ?: 마사(이태규)
- ?: 토모부하2(박상원)
- ?: 토모부하3(공대유)
- ?: 토모부하4(박준혁)
- ?: 이치조 회장 비서(심하느리)
- ?: 이치조 부하(김리우)
- ?: 이치조(Kunimura Jun)

## 한국판 성우진(중국인 한정)
- ?: 진회장(심영은)
- ?: 백사장(김기호)

## 힌디어 성우진
- ?: 마석도(마동석)
- ?: 주성철(이준혁)
- ?: 리키(Aoki Munetaka)
- ?: 장태수(이범수)
- ?: 김만재(김민재)
- ?: 양종수(이지훈)
- ?: 정다윗(김도건)
- ?: 초롱이(고규필)
- ?: 김양호(전석호)
- ?: 황동구(최동구)
- ?: 공태일(이세호)
- ?: 미미(배누리)
- ?: 토모(안세호)
- ?: 김용국(한규원)
- ?: 이강호(최우준)
- ?: 히로시(강윤)
- ?: 마하(홍준영)
- ?: 마사(이태규)
- ?: 이치조 회장(Kunimura Jun)

## 타밀어 성우진
- ?: 마석도(마동석)
- ?: 주성철(이준혁)
- ?: 리키(Aoki Munetaka)
- ?: 장태수(이범수)
- ?: 김만재(김민재)
- ?: 양종수(이지훈)
- ?: 정다윗(김도건)
- ?: 초롱이(고규필)
- ?: 김양호(전석호)
- ?: 황동구(최동구)
- ?: 공태일(이세호)
- ?: 미미(배누리)
- ?: 토모(안세호)
- ?: 김용국(한규원)
- ?: 이강호(최우준)
- ?: 히로시(강윤)
- ?: 마하(홍준영)
- ?: 마사(이태규)
- ?: 이치조 회장(Kunimura Jun)

## VIP 시사회
- 최우준, 안세호, 강윤, 홍준영, 한규원, 이태규 (범죄도시 시리즈 3편의 빌런팀)
- 고규필, 전석호, 배누리, 최광제 (범죄도시 시리즈 3편의 조력자팀)
- 김민재, 이지훈, 김도건, 최동구, 이세호 (범죄도시 시리즈 3편의 형사팀)
- 박효주
- 하준, 허동원 (범죄도시 시리즈 2편의 형사팀)
- 아누팜
- 염혜란, 강신효, 안동구, 이하율
- 서범준
- 티파니
- 노정의
- 이주빈 (범죄도시 시리즈 4편의 형사팀)
- 차우진
- 오혜원
- 서현
- 서재희
- 이규형
- 박재범, 정찬성
- 류승수
- 강한나
- 김원효, 심진화
- 오나라
- 이준영
- 안보현
- 김무열 (범죄도시 시리즈 4편의 최종 보스)
- 이준혁, 김한민, 유지태
- 김민, 비르
- 홍이주
- 버거형, 명현만
- 소녀주의보 윤지성, 슬비
- 하지원
- 싸이
- 백지영
- 선우선 (오늘도 위위의 여주인공), 이수민
- 손석구 (범죄도시 시리즈 2편의 최종 보스)
- 김찬형 (범죄도시 시리즈 2편의 중간 보스)
- 감독 이상용
- 마동석 (범죄도시 시리즈의 괴물 형사), 이준혁 (범죄도시 시리즈 3편의 최종 보스), 아오키 무네타카 (범죄도시 시리즈 3편의 중간 보스) (범죄도시 시리즈 3편의 주연)

## 사운드트랙
- 1. 범죄도시3 THE ROUNDUP / NO WAY OUT (Opening Title) = 주성철 토모 거래 장면
- 2. Orange Club Search
- 3. Chorong The Fighter = 초롱이 등장
- 4. Hiroshi House = 히로시 집 습격 장면
- 5. Mask Men = 주성철 광수대 기습 & 토모 사무실 급습
- 6. Dead Body
- 7. Detective Ma Seok Do = 마석도 등장
- 8. The Boss and Ricky = 이치조 회장, 리키 등장
- 9. Garage Crash = 지하 주차장 액션
- 10. Ricky Kills in Fire = 리키 토모 사무실 액션
- 11. Lucy = 요트장 장면
- 12. The Club Cyber = 마석도 사이버 클럽 액션
- 13. Chorong a Flooded Car Dealer
- 14. Ju Drive
- 15. The Secret Project
- 16. Gun vs. Sword = 주성철 일식집 침입 장면
- 17. Ju Warehouse Fight
- 18. Maha = 마석도 vs 마하
- 19. Ricky with The Samurai Sword = 마석도 vs 리키
- 20. Ready to Run Away = 구룡경찰서 돌진 장면
- 21. Hats off to My Lawyer = 마석도 vs 주성철 1
- 22. The Final Fight Intro = 마석도 vs 주성철 2
- 23. The Final Fight = 마석도 vs 주성철 3
- 24. 범죄도시3 THE ROUNDUP / NO WAY OUT (Ending Credit) = 범죄도시3 엔딩

## 수상 목록
- 2023년 제44회 청룡영화상 최다관객상 (범죄도시3)

## 참고 사항
- 3편의 최종 보스 주성철 역을 맡은 이준혁이 벌크업으로 덩치가 상당히 커진 사진이 공개되었다. 따라서 이준혁이 맡은 주성철이 전작들의 장첸, 강해상처럼 육체파쪽 주먹싸움 위주로 범죄를 일으키는 빌런일 확률이 높으며, 어쩌면 주성철은 장첸과 강해상보다 더 강력한 힘과 실력을 가진 빌런일 확률 또한 높다.
- 작중 이준혁 표의 메인 빌런 주성철이 마석도와 싸우면서 제일 끈질긴 싸움이 될 것이고, 또 마석도에게 제일 유효타를 많이 내고 데미지를 엄청 많이 줄 것이라고 이미 언급한바 있다.
- 처음에는 이준혁, 아오키 무네타카가 동시에 빌런으로 알려져서, 이 두 빌런이 친형제 빌런 혹은 1편의 장첸과 위성락처럼 대장과 부하 빌런이라는 추측이 많이 있었으나 둘 다 모두 틀린 추측이었다. 이준혁, 아오키 무네타카는 동업자 빌런 즉, 서울구룡경찰서 마약팀과 야쿠자 이치조구미, 토토 지주이다.
- 3편의 새로운 주연은 1984년과 1980년이 등장했으며 실존에서는 결혼관계, 이 작품에서는 악역관계.[33]
- 3편의 VOD는 2023년 7월 4일에 공개되었다.
- 해당 배우는 마동석이 이준혁과 함께 신과함께 시리즈 이후 6년만에 다시 재회하는데, 신과함께 시리즈에서 각각 성주신, 군인 박무신 역을 맡았다가, 각각 메인 주인공 괴물형사 마석도와 라이벌인 부패경찰 주성철을 맡아 최악의 적대적인 관계로 연기하게 되었다.
- 이번 작품은 마동석, 이범수, 김민재, 김도건은 빅펀치 엔터테인먼트라는 같은 소속으로 출연한다.
- 이준혁은 KBS 2TV 수목 드라마 《적도의 남자》의 이장일, 영화 《신과함께 시리즈》의 박무신, 《언니》의 한정우, tvN 월화 드라마 《60일, 지정생존자》의 오영석과 이 작품의 주성철이 대표적인 악역이다.
- MBC 일일 드라마 《두 번째 남편》의 김수철과 이 작품의 강윤의 대표적인 악역이다.
- 이번 작품은 중간 보스가 1편, 2편은 조연이었으나 3편 ~ 8편에는 주연급으로 등극되었다.
- 일본인 배우 아오키 무네타카는 처음으로 한국 작품으로 출연하자 첫 천만영화이다.
- 전석호는 다른 작품들에서는 형사로 자주 맡지만 이 작품에서는 범죄자로 나온다.
- 이번 작품에서는 주연이 3명이며 마동석은 이번에도 선한 역으로 출연, 새로운 빌런의 이준혁과 아오키 무네타카는 거대하고 독한 악역으로 출연한다.
- 연예림과 이혜지는 이 영화에 처음 재회하여 캐스팅 되었다.
- 서문호는 1편에서는 흑룡파 조직원들 역할을 맡았고, 2편에서는 식용유 역할을 맡았고, 이번 작품에서는 마수대 1 역할을 맡았다.
- 이태규는 1편에서는 형사들 역할을 맡았고, 2편에서는 화교 살수 2 역할을 맡았고, 이번 작품에서는 마사 역할을 맡았다.
- 마동석과 이준혁은 영화 《신과함께: 죄와 벌》 이후로 6년 만에 재회하는 작품이며, 《신과함께: 인과 연》 이후로 5년 만에 재회하여 캐스팅 되었다.
- 마동석, 김민재는 영화 《부당거래》 이후로 13년 만에 재회하는 작품이며, 《시동》 이후로 4년 만에 재회하는 작품이며, 《그라운드 제로》 이후로 2년 만에 재회하여 캐스팅 되었다.
- 마동석, 김민재, 배누리와 서문호는 영화 《성난황소》 이후로 5년 만에 재회하여 캐스팅 되었다.
- 마동석, 김민재와 고규필은 영화 《범죄와의 전쟁: 나쁜놈들 전성시대》 이후로 11년 만에 재회하는 작품이며, 《베테랑》 이후로 8년 만에 재회하여 캐스팅 되었다.
- 마동석과 고규필은 영화 《원더풀 고스트》 이후로 5년 만에 재회하는 작품이며, OCN 금토드라마 《38사기동대》 이후로 7년 만에 재회하여 캐스팅 되었다.
- 마동석과 전석호는 영화 《굿바이 싱글》 이후로 7년 만에 재회하여 캐스팅 되었다.
- 마동석, 백남준, 이재성은 영화 《압꾸정》 이후로 1년 만에 재회하여 캐스팅 되었다.
- 이준혁은 후난위성텔레비전 중국 드라마 《동화 2분의 1》 이후로 11년 만에 재회하여 캐스팅 되었다.
- 이준혁과 김민재는 영화 《소방관》 이후로 1달 만에 재회하여 캐스팅 되었다.
- 이준혁과 전석호는 MBC 월화드라마 《365: 운명을 거스르는 1년》 이후로 3년 만에 재회하여 캐스팅 되었다.
- 이준혁과 고규필은 KBS 2TV 주말드라마 《파랑새의 집》 이후로 7년 만에 재회하여 캐스팅 되었다.
- 이준혁과 최광제는 2017년 tvN 드라마 스테이지 《B주임과 러브레터》 이후로 6년 만에 재회하여 캐스팅 되었다.
- 아오키 무네타카는 일본 영화 《바람의 검심》 이후로 11년 만에 재회하는 작품이며, 《바람의 검심: 교토 대화재편/전설의 최후편》 이후로 9년 만에 재회하는 작품이며, 《바람의 검심 최종장: 더 파이널》 이후로 2개월 만에 재회하여 캐스팅 되었다.
- 아오키 무네타카와 쿠니무라 준은 일본 영화 《가족의 색깔》 이후로 5년 만에 재회하여 캐스팅 되었다.
- 이범수와 고규필은 영화 《뷰티 인사이드》 이후로 8년 만에 재회하여 캐스팅 되었다.
- 김민재와 고규필은 디즈니+ 드라마 《형사록》 이후로 1년 만에 재회하여 캐스팅 되었다.
- 김민재, 고규필과 이태규는 tvN 월화드라마 《방법》 이후로 3년 만에 재회하여 캐스팅 되었다.
- 김민재, 고규필, 최광제는 SBS 금토드라마 《열혈사제》 이후로 4년 만에 재회하여 캐스팅 되었다.
- 김민재와 최동구는 KBS 2TV 수목 드라마 《함부로 애틋하게》 이후로 7년 만에 재회하는 작품이며, 영화 《대외비》 이후로 2개월 만에 재회하여 캐스팅 되었다.
- 김민재, 최우준, 김민은 디즈니+ 드라마 《카지노》 이후로 1년 만에 재회하여 캐스팅 되었다.
- 이지훈과 고규필은 KBS 2TV 월화드라마 《구미호 외전》, 《낭량 18세》 이후로 19년 만에 재회하는 작품이며, MBC 수목드라마 《한 번 더 해피엔딩》 이후로 7개월 만에 재회하여 캐스팅 되었다.
- 김도건은 tv조선 토일드라마 《마녀는 살아있다》 이후로 1년 만에 재회하여 캐스팅 되었다.
- 고규필은 KBS 2TV 주말 드라마 《세상에서 제일 예쁜 내 딸》 이후로 4년 만에 재회하여 캐스팅 되었다.
- 고규필과 전석호는 OCN 주말드라마 《라이프 온 마스》 이후로 5년 만에 재회하여 캐스팅 되었다.
- 고규필과 안세호는 영화 《정직한 후보》 이후로 3년 만에 재회하여 캐스팅 되었다.
- 전석호는 OCN 주말드라마 《경이로운 소문》 이후로 3년 만에 재회하여 캐스팅 되었다.
- 전석호와 한규원은 영화 《특송》 이후로 1년 만에 재회하여 캐스팅 되었다.
- 최우준은 KBS 주말드라마 《대왕의 꿈》 이후로 11년 만에 재회하여 캐스팅 되었다.
- 최동구는 영화 《유체이탈자》 이후로 2년 만에 재회하여 캐스팅 되었다.
- 최동구, 이세호, 한규원, 공경배, 전아희는 넷플릭스 드라마 《킹덤: 아신전》 이후로 2년 만에 재회하여 캐스팅 되었다.
- 이세호와 박태산은 영화 《불어라 검풍아》 이후로 2년 만에 재회하여 캐스팅 되었다.
- 강윤은 영화 《금지된 장난》 이후로 10년 만에 재회하는 작품이며, 《왕을 참하라》 이후로 6년 만에 재회하는 작품이며, MBC 일일드라마 《두 번째 남편》 이후로 2년 만에 재회하여 캐스팅 되었다.
- 강윤과 심영은은 OCN 수목 드라마 《신의 퀴즈: 리부트》 이후로 5년 만에 재회하여 캐스팅 되었다.
- 배누리는 KBS 1TV 일일드라마 《내 눈에 콩깍지》 이후로1년 만에 재회하는 작품이며, KBS 2TV 일일드라마 《인형의 집》 이후로 5년 만에 재회하여 캐스팅 되었다.
- 심영은은 넷플릭스 드라마 《퀸메이커》 이후로 1개월 만에 재회하여 캐스팅 되었다.
- 고건한은 tvN 토일드라마 《구미호뎐 1938》 이후로 1년 만에 재회하여 캐스팅 되었다.
- 박상원은 tvN 토일드라마 《우리들의 블루스》 이후로 1년 만에 재회하여 캐스팅 되었다.
- 공대유는 일본에서 2009년 ~ 2010년 방영된 일요드라마 《가면라이더 W》 이후로 14년 만에 재회하는 작품이며, 한국영화 《유령》 이후로 이후로 4개월 만에 재회하여 캐스팅 되었다.
- 김민은 2009년에 방영된 니켈로디언 드라마 《파워레인저 사무라이》 이후로 12년 만에 재회하여 캐스팅 되었다.
- 쿠니무라 준은 영화 《곡성》 이후로 7년 만에 재회하여 캐스팅 되었다.
- 4편에서도 마석도 역을 맡은 마동석이 그대로 등장하자 4편에서는 장이수 역을 맡은 박지환이 또 다시 재등장할 것으로 예상되었다.
- 4편의 메인 빌런이자 최종 보스와 서브 빌런이 주연으로 동시에 나오지만, 4편의 빌런은 김무열과 이동휘가 캐스팅 되었다.

## 같이 보기
- 범죄도시
- 범죄도시2
- 범죄도시4
- 범죄도시5
- 범죄도시6
- 범죄도시7
- 범죄도시8
- 범죄도시 시리즈

## 역대 범죄조직
- 중국 조선족 조직 및 살인 (1편)
- 대한민국 국외 및 국내 납치 살인 (2편)
- 대한민국 불법 온라인 도박 사이트 조직 (4편)
- 중국 마피아 조직 및 살인 (5편)
- (6편)
- (7편)
- (8편)

## 빌런 정보
| 범죄도시 시리즈 메인 빌런 | 범죄도시 시리즈 메인 빌런               | 범죄도시 시리즈 메인 빌런               | 범죄도시 시리즈 메인 빌런               |
| 1부                       | 1부                                     | 1부                                     | 1부                                     |
| 범죄도시                  | 범죄도시2                               | 범죄도시3                               | 범죄도시4                               |
| ------------------------- | --------------------------------------- | --------------------------------------- | --------------------------------------- |
| 장첸                      | 강해상                                  | 주성철, 리키                            | 백창기                                  |
| 2부                       |                                         |                                         |                                         |
| 범죄도시5                 | 범죄도시6                               | 범죄도시7                               | 범죄도시8                               |
| 첸강 스포일러             | ??? (페이크 최종보스) ??? (진 최종보스) | ??? (페이크 최종보스) ??? (진 최종보스) | ??? (페이크 최종보스) ??? (진 최종보스) |

| 범죄도시 시리즈 최종 보스 | 범죄도시 시리즈 최종 보스               | 범죄도시 시리즈 최종 보스               | 범죄도시 시리즈 최종 보스               |
| 1부                       | 1부                                     | 1부                                     | 1부                                     |
| 범죄도시                  | 범죄도시2                               | 범죄도시3                               | 범죄도시4                               |
| ------------------------- | --------------------------------------- | --------------------------------------- | --------------------------------------- |
| 장첸                      | 강해상                                  | 주성철                                  | 백창기                                  |
| 2부                       |                                         |                                         |                                         |
| 범죄도시5                 | 범죄도시6                               | 범죄도시7                               | 범죄도시8                               |
| 첸강 스포일러             | ??? (페이크 최종보스) ??? (진 최종보스) | ??? (페이크 최종보스) ??? (진 최종보스) | ??? (페이크 최종보스) ??? (진 최종보스) |

| 범죄도시 시리즈 더블 최종 보스격 중간 보스 | 범죄도시 시리즈 더블 최종 보스격 중간 보스 | 범죄도시 시리즈 더블 최종 보스격 중간 보스 | 범죄도시 시리즈 더블 최종 보스격 중간 보스 |
| 1부                                        | 1부                                        | 1부                                        | 1부                                        |
| 범죄도시                                   | 범죄도시2                                  | 범죄도시3                                  | 범죄도시4                                  |
| ------------------------------------------ | ------------------------------------------ | ------------------------------------------ | ------------------------------------------ |
| 없음                                       | 없음                                       | 리키                                       | 조지훈                                     |
| 2부                                        |                                            |                                            |                                            |
| 범죄도시5                                  | 범죄도시6                                  | 범죄도시7                                  | 범죄도시8                                  |
| 스포일러                                   | ???                                        | ???                                        | ???                                        |

| 범죄도시 시리즈 중간 보스 | 범죄도시 시리즈 중간 보스 | 범죄도시 시리즈 중간 보스 | 범죄도시 시리즈 중간 보스 |
| 1부                       | 1부                       | 1부                       | 1부                       |
| 범죄도시                  | 범죄도시2                 | 범죄도시3                 | 범죄도시4                 |
| ------------------------- | ------------------------- | ------------------------- | ------------------------- |
| 위성락, 양태              | 장기철 & 장순철           | 김용국, 마하              | 권태운                    |
| 2부                       |                           |                           |                           |
| 범죄도시5                 | 범죄도시6                 | 범죄도시7                 | 범죄도시8                 |
| ???                       | ???                       | ???                       | ???                       |

| 범죄도시 시리즈 서브 빌런 | 범죄도시 시리즈 서브 빌런 | 범죄도시 시리즈 서브 빌런  | 범죄도시 시리즈 서브 빌런 |
| 1부                       | 1부                       | 1부                        | 1부                       |
| 범죄도시                  | 범죄도시2                 | 범죄도시3                  | 범죄도시4                 |
| ------------------------- | ------------------------- | -------------------------- | ------------------------- |
| 장이수, 안성태, 도승우    | 없음                      | 토모카와 료, 이치조 요시오 | 장동철                    |
| 2부                       |                           |                            |                           |
| 범죄도시5                 | 범죄도시6                 | 범죄도시7                  | 범죄도시8                 |
| ??? ???                   | ??? ???                   | ??? ???                    | ??? ???                   |

| 범죄도시 시리즈 메인 빌런의 오른팔 | 범죄도시 시리즈 메인 빌런의 오른팔 | 범죄도시 시리즈 메인 빌런의 오른팔 | 범죄도시 시리즈 메인 빌런의 오른팔 |
| 1부                                | 1부                                | 1부                                | 1부                                |
| 범죄도시                           | 범죄도시2                          | 범죄도시3                          | 범죄도시4                          |
| ---------------------------------- | ---------------------------------- | ---------------------------------- | ---------------------------------- |
| 위성락                             | 두익                               | 김용국, 마하                       | 조지훈                             |
| 2부                                |                                    |                                    |                                    |
| 범죄도시5                          | 범죄도시6                          | 범죄도시7                          | 범죄도시8                          |
| ??? ???                            | ??? ???                            | ??? ???                            | ??? ???                            |

| 범죄도시 시리즈 메인 빌런의 왼팔 | 범죄도시 시리즈 메인 빌런의 왼팔 | 범죄도시 시리즈 메인 빌런의 왼팔 | 범죄도시 시리즈 메인 빌런의 왼팔 |
| 1부                              | 1부                              | 1부                              | 1부                              |
| 범죄도시                         | 범죄도시2                        | 범죄도시3                        | 범죄도시4                        |
| -------------------------------- | -------------------------------- | -------------------------------- | -------------------------------- |
| 양태                             | 없음                             | 이강호, 마사                     | 이 과장, 제이슨                  |
| 2부                              |                                  |                                  |                                  |
| 범죄도시5                        | 범죄도시6                        | 범죄도시7                        | 범죄도시8                        |
| ??? ???                          | ??? ???                          | ??? ???                          | ??? ???                          |

## 최종 전투
| 범죄도시 시리즈 최종 전투 | 범죄도시 시리즈 최종 전투 | 범죄도시 시리즈 최종 전투 | 범죄도시 시리즈 최종 전투 |
| 1부                       | 1부                       | 1부                       | 1부                       |
| 범죄도시                  | 범죄도시2                 | 범죄도시3                 | 범죄도시4                 |
| ------------------------- | ------------------------- | ------------------------- | ------------------------- |
| 김포공항 화장실           | 지하차도 버스             | 고급 일식집               | 인천공항 기내 일등석      |
| 김포공항 화장실           | 지하차도 버스             | 구룡경찰서                | 인천공항 기내 일등석      |
| 2부                       |                           |                           |                           |
| 범죄도시5                 | 범죄도시6                 | 범죄도시7                 | 범죄도시8                 |
| 길거리                    | 공장                      | 미정                      | 미정                      |
| 지하철                    | 기차                      | 미정                      | 미정                      |